# Lankin
Lankin és una població dels Estats Units a l'estat de Dakota del Nord. Segons el cens del 2000 tenia 131 habitants.

## Demografia
Segons el cens del 2000, Lankin tenia 131 habitants, 64 habitatges, i 38 famílies. La densitat de població era de 144,5 hab./km².
Dels 64 habitatges en un 18,8% hi vivien nens de menys de 18 anys, en un 50% hi vivien parelles casades, en un 6,3% dones solteres, i en un 40,6% no eren unitats familiars. En el 40,6% dels habitatges hi vivien persones soles el 21,9% de les quals corresponia a persones de 65 anys o més que vivien soles. El nombre mitjà de persones vivint en cada habitatge era de 2,05 i el nombre mitjà de persones que vivien en cada família era de 2,71.
Per edats la població es repartia de la següent manera: un 19,8% tenia menys de 18 anys, un 3,8% entre 18 i 24, un 18,3% entre 25 i 44, un 20,6% de 45 a 60 i un 37,4% 65 anys o més.
L'edat mediana era de 53 anys. Per cada 100 dones de 18 o més anys hi havia 94,4 homes.
La renda mediana per habitatge era de 27.679 $ i la renda mediana per família de 40.313 $. Els homes tenien una renda mediana de 28.125 $ mentre que les dones 18.125 $. La renda per capita de la població era de 16.016 $. Cap de les famílies i el 5% de la població estaven per davall del llindar de pobresa.

## Poblacions més properes
El següent diagrama mostra les poblacions més properes.